# ベルリン日本人国際学校
ベルリン日本人国際学校（独：Japanische Internationale Schule zu Berlin e.V.）とは、ドイツの首都ベルリンにあるランクビッツに所在する日本人学校である。
1993年に開校したこの学校はドイツ国内に開校した4校目の日本人学校である。2004年に現在の校舎に移転した。